# پل کرامپتون
پل کرامپتون (انگلیسی: Paul Crampton؛ زادهٔ ۲۸ ژانویهٔ ۱۹۵۳) بازیکن فوتبال اهل بریتانیا است.
از باشگاه‌هایی که در آن بازی کرده‌است می‌توان به باشگاه فوتبال گریمزبی تاون اشاره کرد.